# E-Center
E-center är ett köpcentrum i Söderhamn i Hälsingland. Fram till 2013 har det byggts ut för att behålla platsen som Hälsinglands största köpcentrum. Köpcentret öppnades 25 mars 1993 och har fått sitt namn eftersom det ligger i anslutning till E4:an.